# Valady
Valady település Franciaországban, Aveyron megyében. Lakosainak száma 1617 fő (2022. január 1.). Valady Clairvaux-d’Aveyron, Goutrens, Marcillac-Vallon, Saint-Christophe-Vallon, Salles-la-Source és Druelle Balsac községekkel határos.

## Népesség
A település népessége az elmúlt években az alábbi módon változott:
| Lakosok száma | 708  | 927  | 1014 | 1380 | 1532 | 1509 | 1536 | 1593 | 1595 | 1617 |
|               | 1968 | 1982 | 1990 | 2006 | 2013 | 2015 | 2017 | 2019 | 2020 | 2022 |